# Ərəb (Ağdaş)
Ərəb è un comune dell'Azerbaigian situato nel distretto di Ağdaş. Conta una popolazione di 1 395 abitanti.